# Rudolfinum
Rudolfinum je novorenesanční kulturní budova na náměstí Jana Palacha při pravém břehu řeky Vltavy na Starém Městě v Praze. V její Dvořákově síni se pořádají významné koncerty, např. v rámci Pražského jara. Galerie Rudolfinum slouží k výstavám výtvarného umění. Budova Rudolfina patří České filharmonii, která zde má zároveň své hlavní sídlo.

## Historie
Budova byla vystavěna v letech 1876–1881 a slavnostní otevření proběhlo 7. února 1885 jako víceúčelové kulturní zařízení s koncertní síní a výstavními sály. Rudolfinum nechala postavit u příležitosti 50. výročí svého založení Česká spořitelna, která požádala následníka rakousko-uherského trůnu arcivévodu Rudolfa, aby stavba byla pojmenována po něm. Jeho jméno neslo již nově vybudované nábřeží (dnes Alšovo nábřeží) a přilehlá Rudolfova lávka.
Bylo pro ni vybráno místo na východním břehu Vltavy zvané Rejdiště. Na stavbu budovy byla vypsána veřejná soutěž a následně byla výstavba svěřena architektům Josefu Zítkovi a Josefu Schulzovi, kteří ji dokončili v roce 1881. Stavba dostala jméno po korunním princi Rudolfovi. Roku 1884 zde byla zřízena koncertní síň, dnes pojmenovaná Dvořákova síň. Součástí nového sálu bylo postavení nových varhan z dílny německé varhanářské firmy Wilhelm Sauer z Frankfurtu nad Odrou. V zadním traktu se nacházejí menší koncertní sály, Sukova síň, Kubelíkova síň a respirium.
Atiku zdobí celkem třicet dva soch – na jižní straně hudebních umělců, na severní straně umělců výtvarných. Sochy na atice budovy a po stranách vnějšího schodiště z náměstí, sochy lvů u postranního podjezdu a sochy sfing na západě u vchodu k výstavnímu sálu zhotovili sochaři F. C. Becher, E. Börmel, J. Brzorád, Jindřich Václav Čapek, J. Dorer, M. Engels, J. Kassin, E. Klotz, R. Kuffungen, J. Lax, F. Meisner, Otto Mentzel, R. Raab, Johann Rathausky, Bernard Seeling, Tomáš Seidan, W. Seil, J. Schmidt, Bohuslav Schnirch, Ludvík Šimek a Georg Tscherne.. Slavnostní otevření proběhlo 7. února 1885. Rudolfinum sloužilo jako víceúčelové kulturní zařízení s koncertní síní, galerií a výstavními sály.
Budova byla několikrát stavebně upravována. Po vzniku Československa roku 1919 první přestavbu provedl Václav Roštlapil, další v letech 1922–1934  Rudolf Kříženecký. V meziválečném období sídlila Poslanecká sněmovna československého Národního shromáždění . Ta zde zasedala od roku 1919 do 1939. V letech 1920 a 1927 zde byl zvolen prezidentem Republiky československé Tomáš Garrigue Masaryk. V ose dnešní Dvořákovy síně stála pod varhanami mramorová socha prezidenta T. G. Masaryka od Jana Štursy, která je nyní umístěna v Rothmayerově sále před vchodem do Španělského sálu na Pražském hradě. 
V době německé okupace si na budově Rudolfina zakládal Reinhard Heydrich, zastupující říšský protektor Protektorátu Čech a Moravy, který ji hodlal využít pro německé kulturní zájmy. V poválečném období byla budova sídlem nově založené Hudební fakulty Akademie múzických umění a České filharmonie. 
V letech 1948–1989 byla budova označována jako Dům umělců.
Poslední kompletní rekonstrukce proběhla v letech 1990–1992 pod vedením architekta Karla Pragera. Krátkou dobu hostila galerijní část budovy společnou expozici Národní galerie a Uměleckoprůmyslového muzea. Tato koncepce se však neosvědčila a od roku 1994 zde sídlí, z pověření Ministerstva kultury ČR, nynější Galerie Rudolfinum.

## Současnost
Budova je sídlem České filharmonie a Galerie Rudolfinum. Hlavní koncertní sál v pražském Rudolfinu je Dvořákova síň, kapacita sálu dosahuje 1148 míst. Současné varhany v pořadí už třetí, byly dokončeny roku 1974 a jsou majetkem České filharmonie. Výstavní činnost byla obnovena v roce 1994 založením Galerie Rudolfinum. Galerie je známá jako Kunsthalle, tedy galerie založená na konceptu pořádání dočasných výstav bez stálé expozice. Galerie má k dispozici 1500 m² výstavních sálů. Za dobu své existence si galerie vybudovala významnou pozici na české výtvarné scéně a jubilejní stá výstava roku 2017 se rekordní návštěvností 161 824 lidí stala nejnavštěvovanější výstavou České republiky. Kromě výstavních sálů se v galerii nachází relaxační a edukační prostor pro děti i dospělé Artpark. V budově je umístěna také nově zrekonstruovaná stylová kavárna Café Rudolfinum, propojující hudbu, umění a gastronomii.

## Zajímavosti
Pravděpodobně nejznámější sochou z atiky Rudolfina se stala socha hudebního skladatele Felixe Mendelssohna-Bartholdyho. Příběh o soše Mendelssohna, kterého zastupující říšský protektor Reinhard Heydrich z budovy nařídil pro jeho židovský původ odstranit, zpracoval ve své knize Na střeše je Mendelssohn spisovatel Jiří Weil.

## Galerie

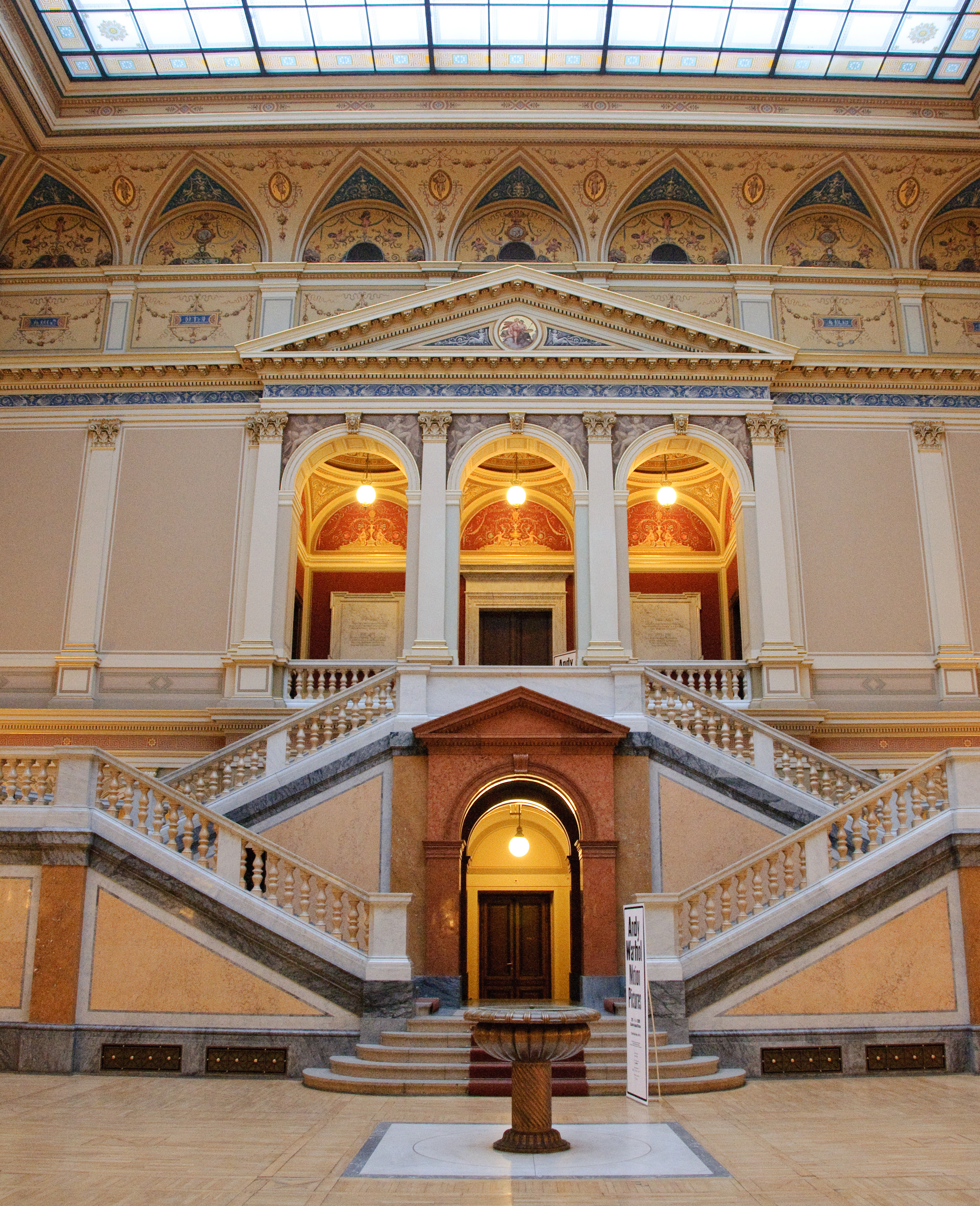
Vstupní hala
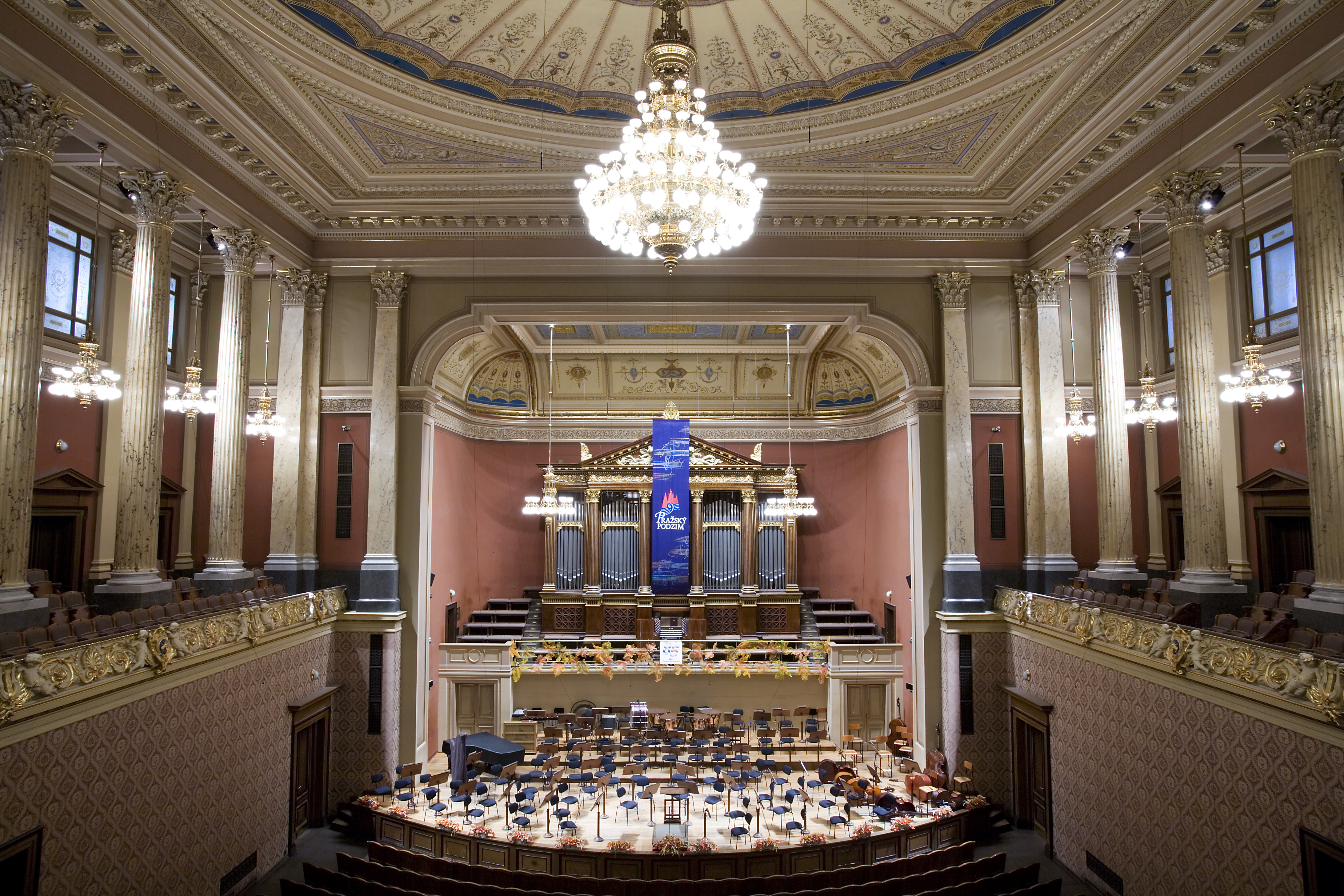
Interiér Dvořákovy síně
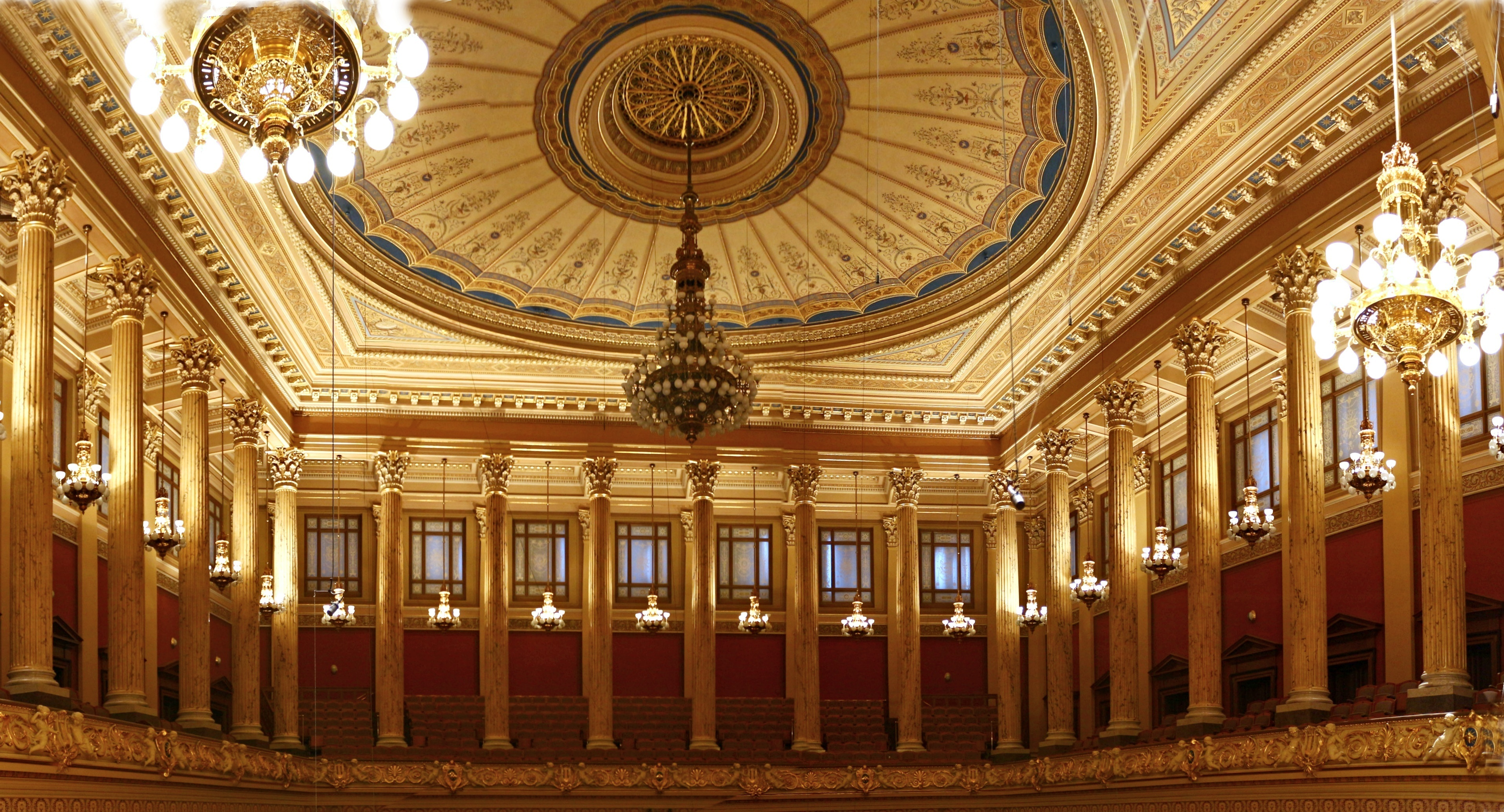
Interiér Dvořákovy síně, galerie
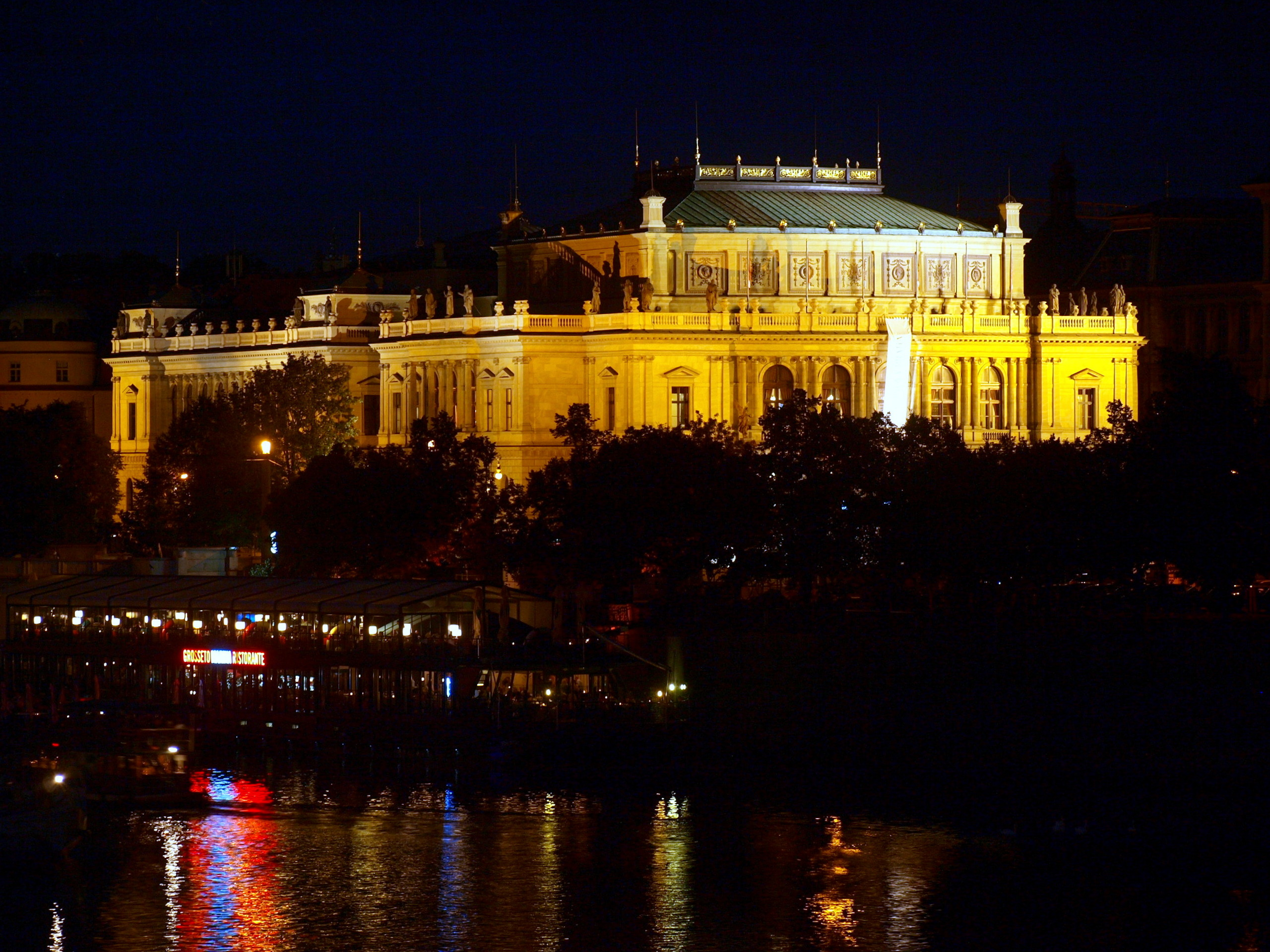
Rudolfinum v noci